# Hashtpar
Hashtpar o Tālesh (farsi هشتپر) è il capoluogo dello shahrestān di Talesh, circoscrizione Centrale, nella provincia di Gilan. Aveva, nel 2006, una popolazione di 41.486 abitanti. Si trova vicino alla costa del mar Caspio.